# Luis Carlos Arias
Luis Carlos Arias Cardona (ur. 13 stycznia 1985 w La Unión) – kolumbijski piłkarz występujący najczęściej na pozycji napastnika, obecnie zawodnik Independiente Medellín.

## Kariera klubowa
Arias swoją karierę rozpoczynał w drugoligowym zespole Deportivo Rionegro. W Categoría Primera B zadebiutował w wieku 21 lat. Po wywalczeniu z drużyną wicemistrzostwa drugiej ligi w sezonie 2008 przeniósł się do czołowego zespołu kolumbijskiego, Independiente Medellín. Jesienią 2009 zdobył z nim mistrzostwo kraju, brał także udział w dwóch turniejach Copa Libertadores (2009 i 2010). Ogółem w barwach Independiente Arias zdobył 22 bramki w 73 ligowych spotkaniach.
W styczniu 2011 został zawodnikiem meksykańskiego Deportivo Toluca. W tamtejszej Primera División zadebiutował w trzeciej kolejce sezonu Clausura 2011, w meczu z Jaguares de Chiapas. Ogółem w tamtejszej Primera División rozegrał 9 spotkań, nie strzelając gola i po pół roku powrócił do Independiente.

## Kariera reprezentacyjna
Debiut w seniorskiej reprezentacji Kolumbii Arias zanotował 12 sierpnia 2010 w towarzyskim meczu z Boliwią.